# Ferrandetoren

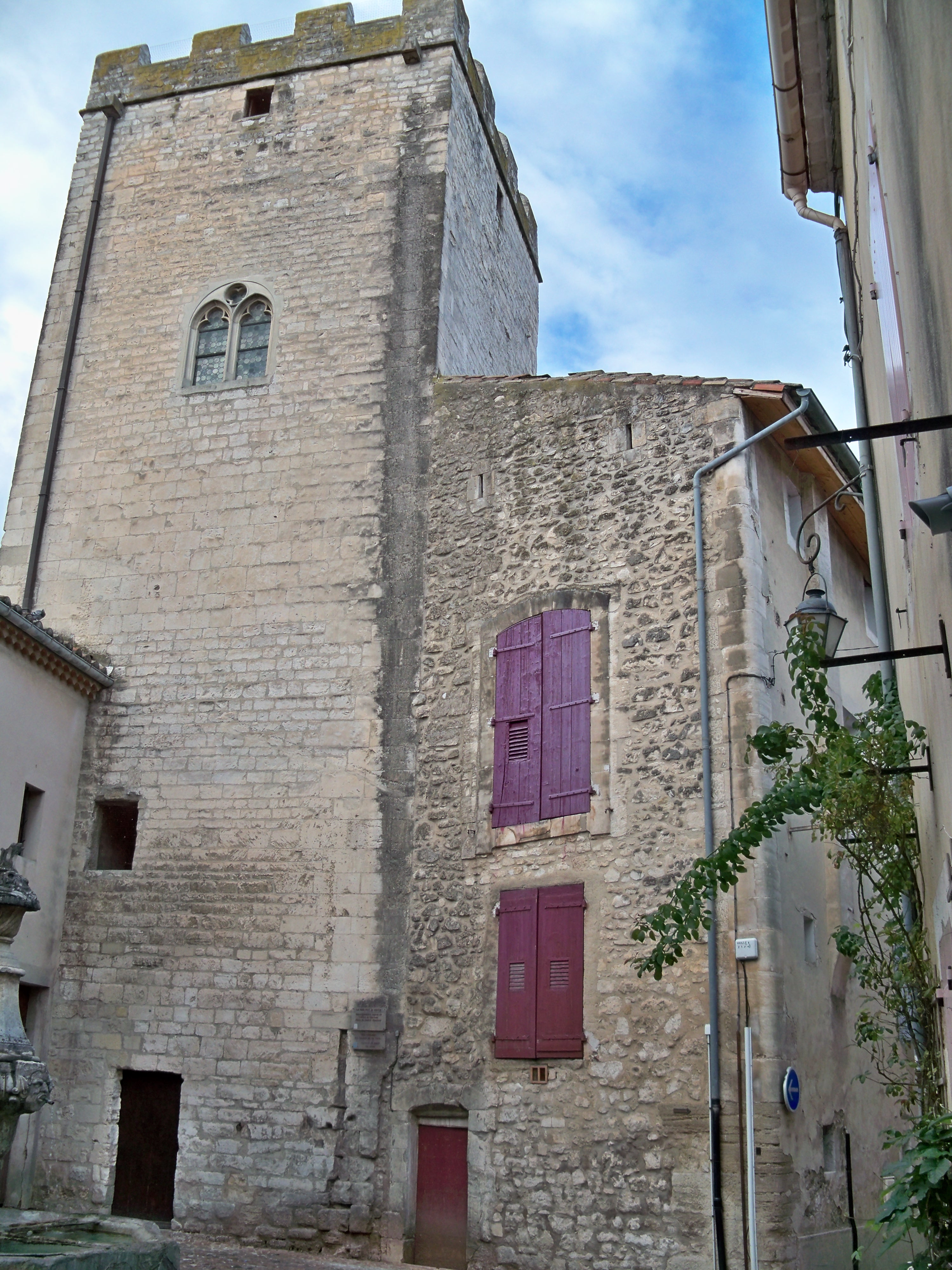
Ferrandetoren in Pernes-les-Fontaines, Frankrijk

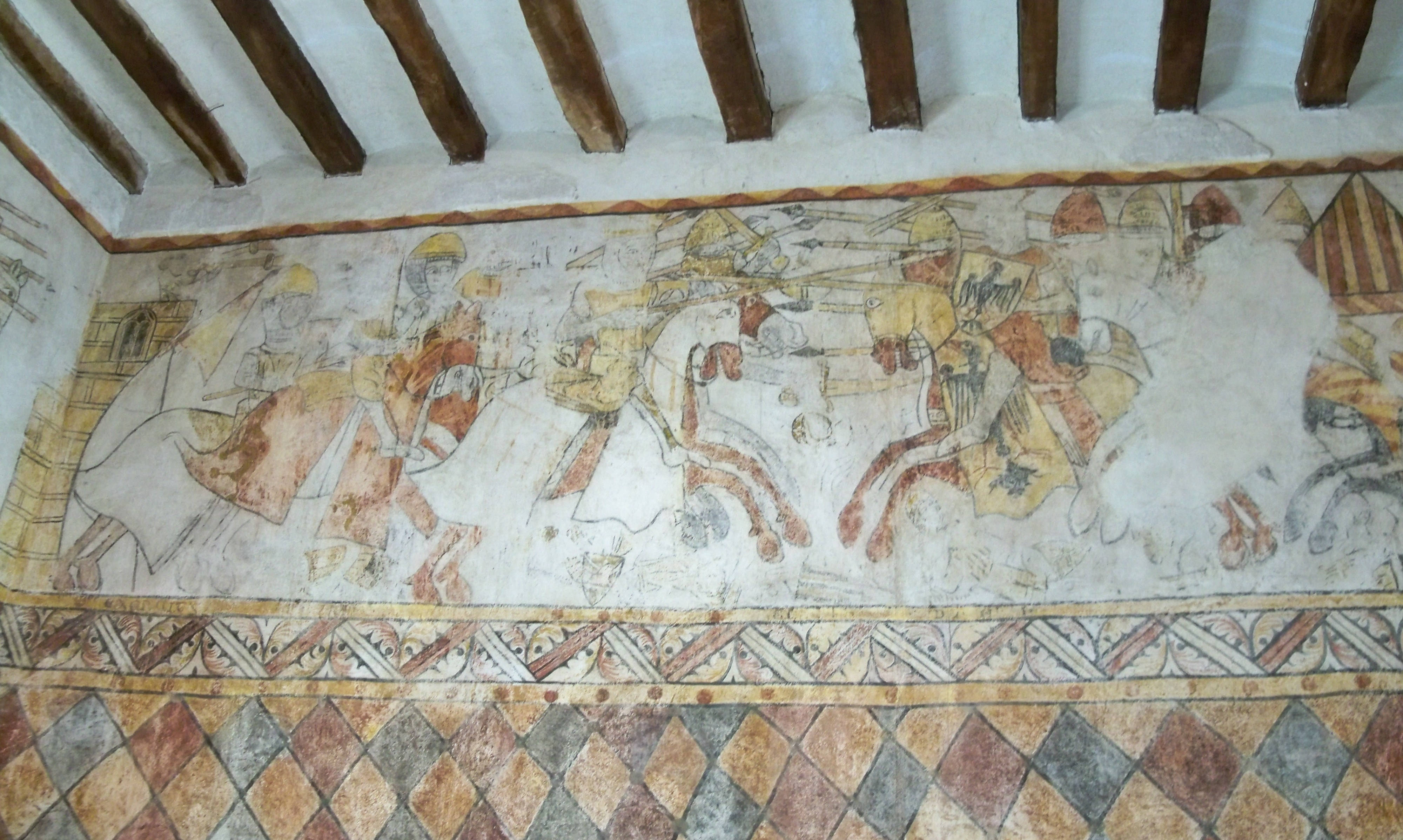
Karel van Anjou verslaat de Hohenstaufen rechts (met Rijksadelaar)

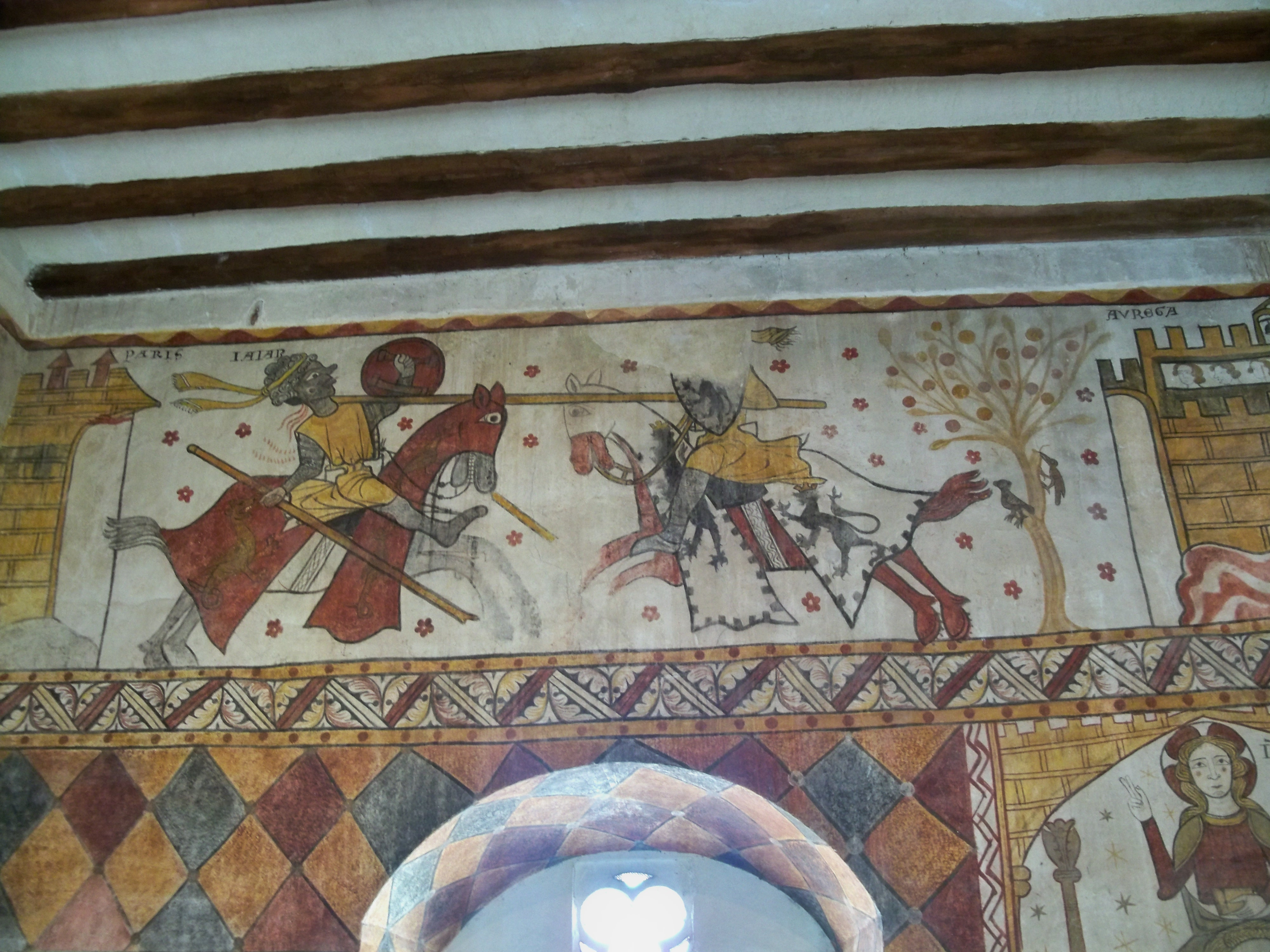
Guillaume d'Orange verslaat de reus Isoré

De Ferrandetoren (13e eeuw) bevindt zich in Pernes-les-Fontaines, in het Franse departement Vaucluse. De toren staat in het stadscentrum, binnen de middeleeuwse vestingmuren. 

## Historiek
Pernes-les-Fontaines behoorde tijdens de 13e eeuw tot het graafschap Comtat Venaissin dat in handen was van de graven van Toulouse. Later ging het graafschap Venaissin over naar de Heilige Stoel. Pernes-les-Fontaines was tijdelijk hoofdstad van Comtat Venaissin onder de heerschappij van Toulouse; nadien werd Carpentras de hoofdstad van het pauselijk graafschap Venaissin. 
De bouwheer van de Ferrandetoren is onbekend doch de eigenaar destijds was de Orde van Sint-Jan. De Ferrandetoren bezit drie verdiepingen. De functie was zowel archief als ontvangstzaal voor de Orde van Sint-Jan. Het was niet ingericht als residentie voor de ridders van de orde. 
In 1862 werd de Ferrandetoren erkend als monument historique van Frankrijk. De Franse Staat is de eigenaar van de toren en de stad is eigenaar van de fresco’s.

## Fresco’s
De Ferrandetoren is bekend voor zijn fresco’s op de derde verdieping. Via een trap langsheen de binnenwand van de toren bereikt de bezoeker de bovenzaal. 
De fresco’s tonen ridderlijke taferelen met episodes uit het leven van Karel I van Napels, ook bekend als Karel van het Huis Anjou. Karel I van Napels verjoeg de Hohenstaufen koningen van Sicilië. Hij deed dit met veldslagen en listen. De onfortuinlijke koningen van Sicilië op de fresco’s zijn Konradijn en zijn halfbroer Manfred. De gedode Manfred wordt getoond aan Karel I van Napels op het slagveld; Manfreds lijk wordt dan weggesleept. Karel I van Napels liet daarnaast de jonge Konradijn onthoofden om zich te verzekeren van de troon van Sicilië. Karel I van Napels overwon hiermee de Hohenstaufen en ontving van paus Clemens IV de koningskroon van Sicilië. Historici hebben zich erover verbaasd dat de Ferrandetoren de glorie van Karel I van Napels toont; Karel I van Napels heeft immers nooit geregeerd over Pernes-les-Fontaines noch over het Comtat Venaissin. Dit was immers bezit van de graven van Toulouse. Een verklaring kan zijn dat de fresco’s eerder de macht van de paus tonen die zich ontdeed van de Duitse Hohenstaufen ten gunste van het Franse Huis van Anjou.
Andere fresco’s tonen heiligenlevens, alsook de legende van Willem met de Hoorn. Willem met de Hoorn, of Guillaume d’Orange, afgebeeld nabij zijn stad Orange, doodt de reus Isoré, die uit Parijs stormt. 
De fresco’s in  de bovenzaal zijn afgezoomd met geometrische versieringen.